# Łącznik (muzyka)
Łącznik (ang. bridge) – jeden z elementów formy muzycznej, który pełni funkcję przejścia pomiędzy kolejnymi odcinkami utworu muzycznego.
Łączniki są nieodzownym elementem fugi i formy sonatowej, ale można je spotkać także w innych formach. Najczęściej zawierają przejście modulacyjne, tak jak w formie sonatowej, gdzie łączą dwa tematy w różnych tonacjach.